# Dasia olivacea
Dasia olivacea är en ödleart som beskrevs av  Gray 1839. Dasia olivacea ingår i släktet Dasia och familjen skinkar. IUCN kategoriserar arten globalt som livskraftig. Inga underarter finns listade i Catalogue of Life.